# Ramlesreuth
Ramlesreuth ist ein Gemeindeteil der Gemeinde Speichersdorf im Landkreis Bayreuth (Oberfranken, Bayern). Die Gemarkung Ramlesreuth hat eine Fläche von 3,743 km². Sie ist in 394 Flurstücke aufgeteilt, die eine durchschnittliche Fläche von 9500,54 m² haben. In ihr liegen neben dem namensgebenden Ort die Gemeindeteile Aumühle, Holzmühle (zum Teil) und Sorg (zum Teil).

## Lage
Das Kirchdorf liegt am Mühlbach, einem rechten Zufluss des Flernitzbachs. Eine Gemeindeverbindungsstraße führt nach Plössen zur Staatsstraße 2184 (1,4 km nordöstlich) bzw. nach Sorg (0,4 km nördlich). Anliegerwege führen zur Aumühle (0,1 km nordöstlich) und zur Holzmühle (0,7 km südlich).

## Geschichte
Die Landgrafschaft Leuchtenberg hatte im 14. Jahrhundert die Lehensherrschaft über acht Güter in „Remelsrewt“. Daneben war auch Pfalz-Neuburg Lehensherr. Die Fraisch über Ramlesreuth wurde ab dem 17. Jahrhundert auch vom brandenburg-bayreuthischen Oberamt Neustadt am Kulm beansprucht. Die Herren von Donndorf waren in Ramlesreuth von 1488 bis 1786 begütert. Weitere Grundherren waren das pfalz-neuburgische Kastenamt Kemnath (ein Anwesen zu 1⁄3 Hoffuß) und das Rittergut Guttenthau (1 Hof).
Von 1791/92 bis 1803 unterstand Ramlesreuth dem preußischen Justiz- und Kammeramt Neustadt am Kulm. Am 30. Juni 1803 wurde u. a. Ramlesreuth an Pfalzbayern abgetreten.
Mit dem Gemeindeedikt wurde Ramlesreuth dem 1808 gebildeten Steuerdistrikt Plössen zugewiesen. Wenig später wurde die Ruralgemeinde Ramlesreuth gebildet, zu der Aumühle und Sorg gehörten. Sie unterstand in Verwaltung und Gerichtsbarkeit dem Landgericht Kemnath. Im Zuge der Gebietsreform in Bayern wurde die Gemeinde  am 1. Januar 1972 nach Speichersdorf eingemeindet.

## Baudenkmäler
In Ramlesreuth gibt es vier Baudenkmale:
- Die katholische Kapelle (Ramlesreuth 40) aus dem Jahr 1846 (bezeichnet „1848“) ist ein Walmdachbau mit Dachreiter.[18]
- Das Wohnhaus (Ramlesreuth 15) aus der ersten Hälfte des 19. Jahrhunderts ist ein giebelständiger, eingeschossiger Frackdachbau mit einem Fachwerkobergeschoss.[18]
- Die Kreuzigungsgruppe am ehemaligen Kirchweg in den Gartenäckern stammt aus dem 19. Jahrhundert.[18]
- Das Kruzifix von 1905 (Saulohe) ist aus Gusseisen. Es befindet sich auf einem erneuerten Sandsteinsockel.[18]